# Toxafeen
Toxafeen (ook camfechloor genoemd) is een toxische gebrugde organische chloorverbinding, waarvan de brutoformule niet nauwkeurig kan worden vastgesteld. Dit heeft te maken met het feit dat toxafeen in feite een mengsel is van circa 200 organische verbindingen, die ontstaan door de chlorering van kamfeen. Er kan wel een gemiddelde brutoformule worden vastgesteld: C10H8Cl8. De weergegeven structuurformule geldt strikt genomen alleen voor het koolstofskelet. Ook een of meer van de expliciet aangegeven waterstofatomen kunnen door chloor vervangen zijn. Toxafeen komt voor als een gele tot amberkleurige wasachtige vaste stof, die quasi-onoplosbaar is in water.

## Toepassingen
Toxafeen werd gebruikt als insecticide. Handelsnamen van het product zijn Alltox, Chem-Phene, M 5055, Clor Chem T-590, Crestoxo, Estonox, Fasco-Terpene, Geniphene, Gy-phene, Hercules 3956, Melipex, Penphene, Phenacide, Phenatox, Strobane-T, Toxakil, Toxyphene en Toxon 63. Het is, wegens de hoge toxiciteit, verboden middels het Verdrag van Stockholm. Het behoort, samen met onder meer hexachloorbenzeen, aldrin en dieldrin, tot de zogenaamde dirty dozen, twaalf stoffen of groepen van stoffen waartegen maatregelen nodig waren wegens de schadelijkheid voor de gezondheid en het milieu.

## Toxicologie en veiligheid
Toxafeen ontleedt bij verhitting bij verbranding en/of onder invloed van basen, onder invloed van sterk zonlicht en katalysatoren zoals ijzer, met vorming van giftige dampen. Het tast ijzer aan. Toxafeen is onverenigbaar met sterk basische pesticiden.
De stof is matig irriterend voor de huid. Ze kan effecten hebben op het centraal zenuwstelsel, met als gevolg beven en stuiptrekkingen. Blootstelling aan een hoge dosis kan de dood veroorzaken. Toxafeen is mogelijk carcinogeen bij de mens en is door het IARC ingedeeld in klasse 2B.